# NGC 5423
NGC 5423 is een elliptisch sterrenstelsel in het sterrenbeeld Ossenhoeder. Het hemelobject werd op 25 april 1883 ontdekt door de Duitse astronoom Ernst Wilhelm Leberecht Tempel.

## Synoniemen
- UGC 8952
- MCG 2-36-17
- ZWG 74.59
- NPM1G +09.0354
- PGC 50028